# Robben-sziget
A Robben-sziget (afrikaans nyelven Robben Eiland) 12 kilométer távolságra van Fokvárostól. A sziget nagyjából ovális alakú és kb. egy kilométer széles. Az erózió következtében a sziget felszíne lapos és alig néhány méterrel van a tengerszint  felett.
A Robben-sziget már a kőkorszakban lakott volt, amikor még a tenger szintje lényegesen alacsonyabb volt, mint most. Akkor még egy lapos tetejű domb volt, része a szárazföldnek. A Würm-glaciális vége felé a jégpáncélok olvadása ismét megemelte a tengerszinteket és a szigetet körülvette az óceán.
A 17. század vége óta a szigetet egyes emberek – főleg foglyok – elkülönítésére használták. Az első lakók különböző holland gyarmatok politikai vezetői voltak. 1836 és 1931 között a sziget lepratelepként működött, a 20. században pedig az apartheid rendszer politikai foglyainak börtöneként vált hírhedtté. A leghíresebb rabok Nelson Mandela, Walter Sisulu, Govan Mbeki és Robert Sobukwe voltak. Amíg a sziget börtön volt, teljesen elzárták a külvilágtól, még a halászok elől is. Nem közismert, de a sziget börtönként való „hasznosítását” több évszázadon át akadályozta a friss víz hiánya. A sziget száraz, alig van vegetáció és nincs folyóvíz. A 20. század elején próbáltak kutakat fúrni, de ezeken a tengervíz áradt be. Valamikor 1965 után fektettek le egy csővezetéket Fokvárosból az óceán alatt. Végül a legtöbb foglyot a szigetről a szárazföldre költöztették.
Amikor a hollandok kb. 400 évvel ezelőtt a környékre települtek, a szigeten a fókákon és madarakon kívül nem volt nagyobbfajta állat. 1960 körül néhány a parti dűnéken honos antilopot telepítettek a szigetre és néhány nem honos óriásteknőst. A teknősök valószínűleg a Galápagos-szigetekről vagy a Seychelle-szigetekről származtak és a fokvárosi állatkertből kerültek ide 150 évi fogság után. Tisztázatlan, hogy ezek az állatok még megtalálhatók-e a szigeten.
Napjainkban a sziget népszerű turistacélpont, amely komppal megközelíthető Fokvárosból. A szigeten található a Robben Island Museum (RIM).
A sziget több hajónak a végzetét okozta. Az 1600-as évek második felében itt szenvedett hajótörést egy aranypénzzel megrakott holland hajó, amely a  batáviai Holland Kelet-indiai Társaság alkalmazottainak fizetését szállította. Az arany mai értéke több millió angol font lenne. Az évszázadok során néhány érme felbukkant, de a kincs továbbra is az óceán fenekén maradt.

## Fordítás
Ez a szócikk részben vagy egészben a Robben Island című angol Wikipédia-szócikk ezen változatának fordításán alapul.  Az eredeti cikk szerkesztőit annak laptörténete sorolja fel. Ez a jelzés csupán a megfogalmazás eredetét és a szerzői jogokat jelzi, nem szolgál a cikkben szereplő információk forrásmegjelöléseként.

## Külső hivatkozások
- Robben Island Museum (angolul)
- Robben-sziget az UNESCO világörökség honlapján (angolul)